# 冬物語 (三代目J Soul Brothers from EXILE TRIBEの曲)
「冬物語」（ふゆものがたり）は、三代目 J Soul Brothers from EXILE TRIBEの通算10枚目のシングルである。2013年10月30日にrhythm zoneから発売された。

## 概要
- 「CDのみ」、「CD+DVD」の2形態でのリリースで、ジャケット写真のデザインはそれぞれ異なる。また、初回盤のジャケットの「三代目 J Soul Brothers from EXILE TRIBE 冬物語」の部分には、青く箔押し加工が施されている。CDは2曲4バージョンを、DVDには表題曲のミュージック・ビデオを収録。
- 「冬物語」は、2年連続2回目の出場となった『第64回NHK紅白歌合戦』での歌唱楽曲。

## 収録曲

### CD
1. 冬物語 [5:34]
作詞：小竹正人、作曲：Hiroki Sagawa from Asiatic Orchestra、編曲：中野雄太
  - 日本テレビ系『PON!』2013年11月度エンディングテーマ。
  - ハウステンボス「光の王国篇」CMソング。
  - モイスト・ダイアン『オイルシャンプー』「使ってます篇」CMソング。
2. T.T.T. (Top To Toe) [3:27]
作詞：STY、作曲：STY
  - ABC MART「VANS ブーツスニーカー」CMソング。
3. 冬物語（Instrumental）
4. T.T.T. (Top To Toe)（Instrumental）

### DVD
1. 冬物語（Music Video）

## 収録アルバム
| 収録アルバム          | 楽曲   | 曲順 |
| --------------------- | ------ | ---- |
| BLUE IMPACT           | 冬物語 | 4    |
| BLUE IMPACT           | T.T.T. | 8    |
| THE JSB WORLD(DISC-2) | 冬物語 | 7    |
| THE JSB WORLD(DISC-2) | T.T.T. | 8    |